# ソマリランドと中華民国の関係
ソマリランドと中華民国の関係（ソマリランドとちゅうかみんこくのかんけい、繁体字中国語: 索馬利蘭－中華民國關係）、あるいはソマリランドと台湾の関係（ソマリランドとたいわんのかんけい、繁体字中国語: 索馬利蘭－台灣關係、英語: Taiwan–Somaliland relations）とは、ソマリランドと中華民国の間における国際関係を指す。

## 概要
2020年8月現在、中華民国はソマリランド共和国を承認している唯一の国家である。2009年以来、両国は徐々に良好な関係を築いている。
2019年11月、当時の中華民国外交部西アジア・アフリカ担当部長である楊心怡がソマリランドを訪問し、ソマリランド銀行の総裁と会談。ソマリランド銀行の総裁は、中華民国中央銀行との緊密な連携を望んだ。
2020年2月、財団法人国際合作発展基金会（CCICED）がソマリランドを訪問し、農業・医療・技術開発に関する連携について協議。ソマリランドの副大統領をはじめ、農業大臣・外務副大臣などが参加した。さらに、2カ国間議定書に調印し代表処の相互設置に同意した。
2020年7月1日、中華民国政府はソマリランドとの間で、相互に代表機関を設置することを発表。
2020年8月17日、中華民国がハルゲイサに代表機関を開設（台湾駐ソマリランド共和国代表処）。
2020年9月9日、ソマリランドが台北に代表機関を開設（ソマリランド共和国駐台湾代表処）。

## 二国間協定・覚書
| 日期          | 協議         |
| ------------- | ------------ |
| 2020年8月18日 | 技術協力協定 |

## 戦略的重要性
中華民国外交部は、ソマリランドがアフリカの角に位置しているため、その戦略的位置は台湾にとって非常に重要であり、また北アフリカと東アフリカには駐在員事務所がないため、重要な拠点になると指摘した。さらに、豊富な石油・天然ガスの資源があることや、遠洋漁船の重要な拠点になることについても言及。また、台湾とアメリカの戦略的政策においても、ソマリランドを安定させて中華人民共和国が掲げる一帯一路政策を牽制する狙いもある。

## 援助
両国は、海事での安全強化、医療衛生面と教育面での提携などで協力している。中華民国は財団法人国際合作発展基金会（ICDF）の「友好国家医療スタッフ訓練プロジェクト」でソマリランドの医療人員23名の訓練を代行。2020年から、台湾奨学金制度が始まり、ソマリランドの若い学生3名が奨学金制度を通じて台湾で学位の取得を行う。また政府間の協力以外にも、台湾路竹会などの非政府組織が無償診療活動を行っている。
また、中華民国政府は新型コロナウイルス感染症の流行 (2019年-)の際に15万枚のマスクを贈り、2019年～20年の蝗害の際には300トンの白米を贈った。